# پدروی یکم، پادشاه کاستیا
پدروی یکم (اسپانیایی:Pedro) یا پدرو ظالم (el Cruel) پادشاه تاج کاستیا (کاستیا و لئون) از سال ۱۳۵۰ تا ۱۳۶۹ بود.

## اوایل زندگی
پدرو متولد بورگوس بود. پدر و مادر او آلفونسوی یازدهم و ماریای پرتغال بودند؛ پدرو تنها فرزند مشروع آلفونسو بود و برادر دیگری به نام انریکه تراستامارا داشت.
پدرو در سال ۱۳۵۱ بعد مرگ پدرش آلفونسو به حکومت رسید. او از سال ۱۳۵۹ تا ۱۳۶۰ درگیر جنگی با آراگون به نام جنگ دو پدرو بود که در این جنگ به پیروزی رسید.

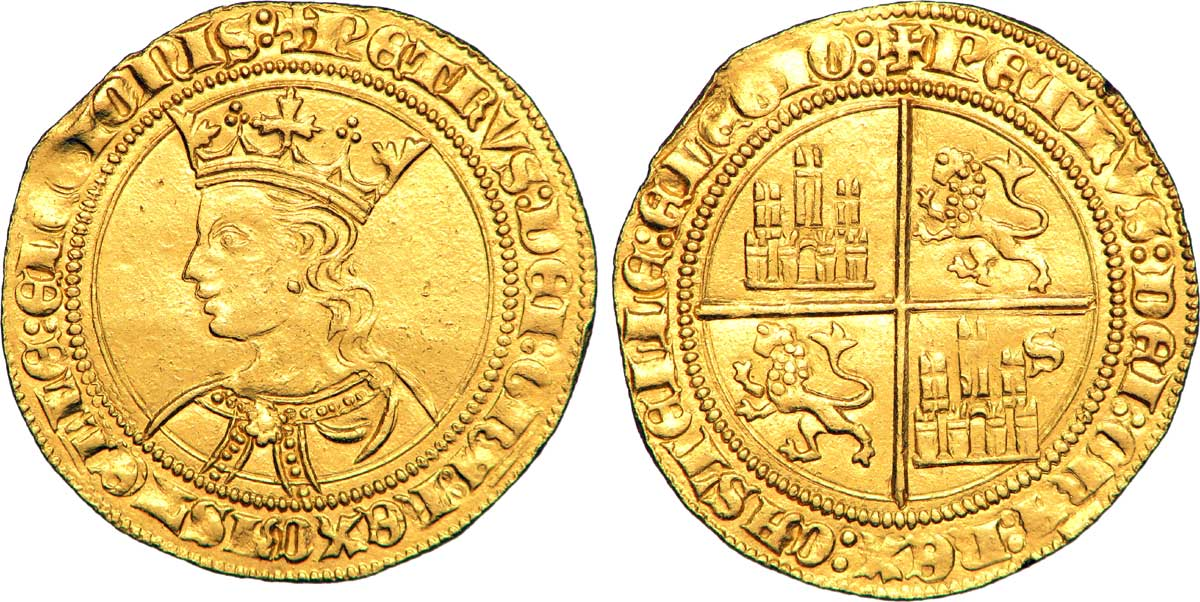
دوبل با طرح چهره پدرو

## جنگ داخلی کاستیا

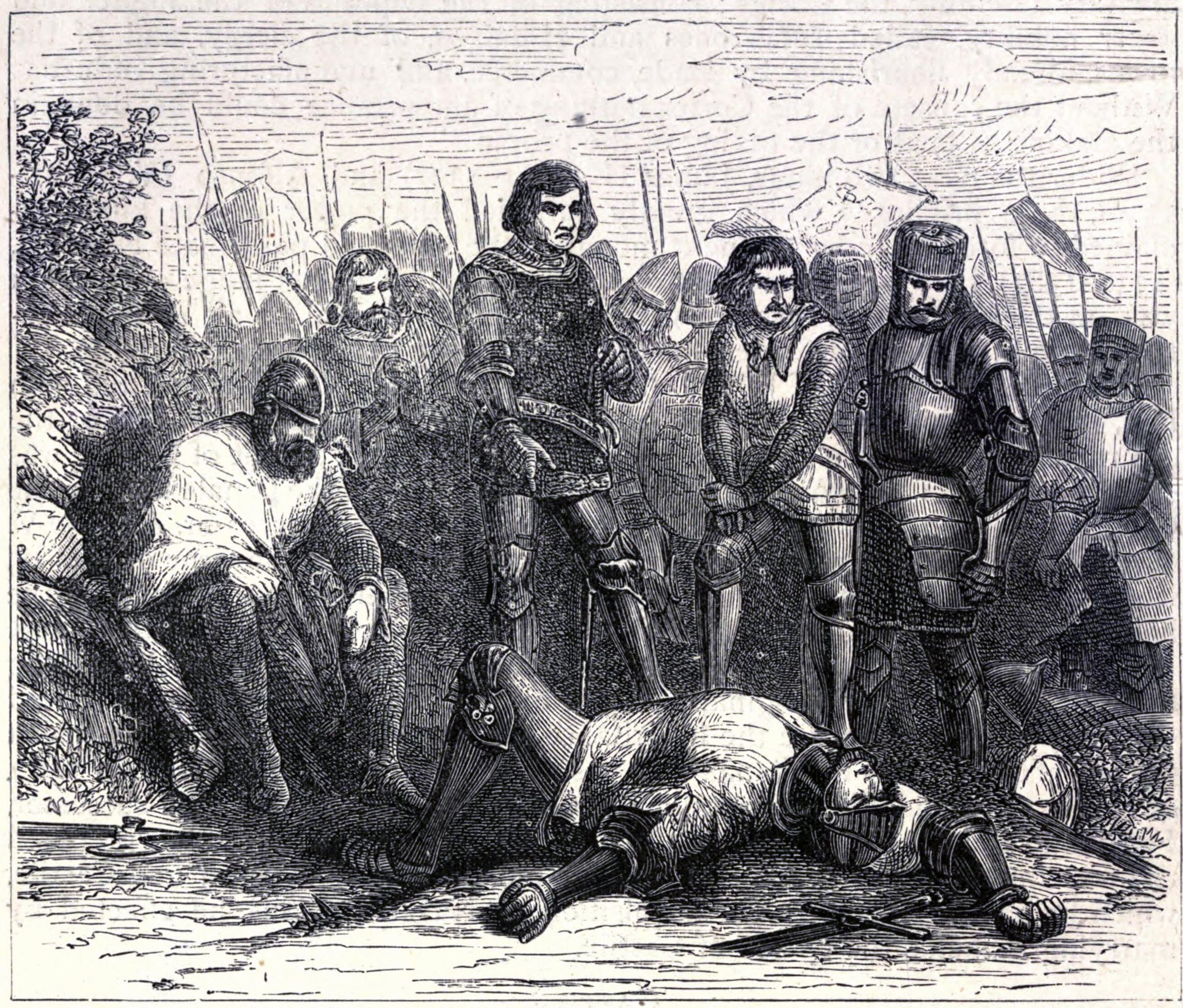
جنگ پدرو ظالم با اهالی لئون تاریخ مصور جهان برای افراد انگلیسی. نقاشی از سال ۱۸۸۴.

پدرو در سال ۱۳۵۱ وارد جنگی با برادر خود انریکه تراستامارا شد. پدرو دستور دستگیری انریکه را صادر کرد ولی انریکه فرار کرد و به فرانسه پناه برد و با کمک فرانسه، لئون سویل و تولدو را اشغال کرد.
پدرو در نبرد نجرا اول موفق به شکست انریکه شد اما در نبرد نجرا دوم در سال ۱۳۶۶ از برتراند دو گوسلکین شکست سختی خورد و در ادامه در نبرد دریمگوس مندی در نزدیکی لا ریوخا سپاه بسیار کوچک پدرو موفق به فرار از دست انریکه شد. سپاه انریکه گرسنه و خسته بودند و پدرو چندین گوسفند را بیرون دژ گذاشت انریکه و شوالیه‌هایش به دنبال وی به راه افتادند و پدرو به همراه سپاهش بدون دردسر از قلعه دریگوس مندی فرار کردند، ولی در ادامه شرایط برای آن‌ها سخت شد در طول نبرد ون در ۱۳۶۷ آن‌ها توسط برتراند دو گوسلکین از پا درآمدند و با شکست در نبرد هنوبرت کنترل آراگون را از دست دادند.

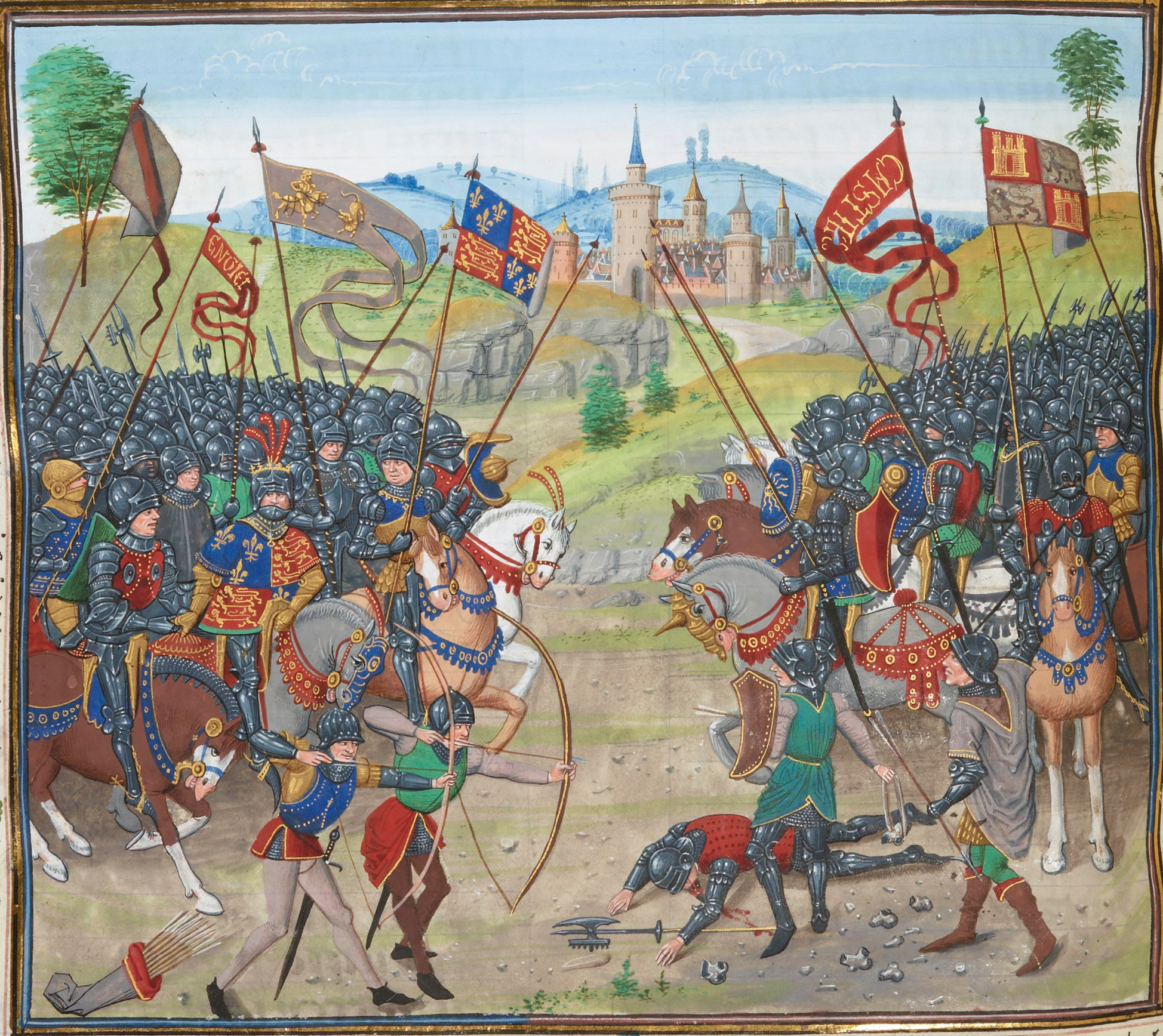
نبرد نجرا

## مرگ

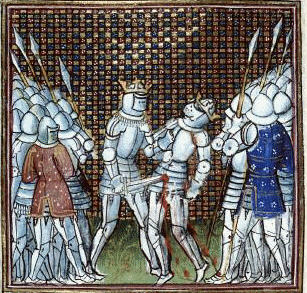
مرگ پدرو توسط انریکه دوم، پادشاه کاستیا

در سال ۱۳۶۸ میلادی در طول محاصره بورگوس پدرو درگذشت. تاریخ نگاران بر سر چگونگی مرگ پدرو اختلاف نظر دارند.

## یادداشت
1. ↑  Estow 1995, p. 30.
2. ↑  Tuchman 1978, p. 228.